# Николаевка (городской округ город Первомайск)
Никола́евка — село в Первомайском районе Нижегородской области. Входит в состав Николаевского сельсовета.
Село располагается на левом берегу по течению реки Алатыря.
В селе расположено отделение Почты России (индекс 607745).